# Angstregression
Angstregression bezeichnet laut Hans Martin Sutermeister eine Schutzreaktion, bei der der Körper in Stresssituationen auf ursprüngliche, tiefere Ebenen des Nervensystems – das vegetative Nervensystem, das Rückenmark und die Stammganglien – zurückschaltet. Diese Rückkehr zu biologisch älteren Verhaltensmustern kann sich entweder durch eine Art Totstellreflex (eine Schreckstarre) oder durch eine heftige motorische Reaktion (wie Flucht oder Kampf, sogenannter «Bewegungssturm») äußern. In weiterem Sinne bezieht sich Angstregression auf «jede ‚primitive‘ Verhaltensweise in Angstsituationen».

## Entwicklung des Begriffs
In Psychologie und Weltanschauung beschreibt Sutermeister «Angstregression» als eine schutzreflexartige Reaktion, bei der das Individuum in Zeiten großer Gefahr oder Angst auf eine primitivere «Stammstufe» zurückschaltet. Diese Rückkehr zu grundlegenden Verhaltensmustern zeigt sich in zwei Hauptformen: der «Schreckstarre» oder dem «Bewegungssturm» (Flucht oder Kampf). Angstregression tritt oft in psychischen Erkrankungen wie Hysterie und Neurose auf und wirkt dabei wie ein Schutzmechanismus, um auf Bedrohungen zu reagieren. Bei der Neurose führt die Angstregression dazu, dass das Individuum in eine hemmende Starre fällt, während Hysterie eher zu einem übermäßigen Bewegungsdrang («Bewegungsluxus») führt. Der Angstmechanismus hängt hierbei mit elementaren Trieben zusammen, die durch gesellschaftliche Normen oder Erziehung unterdrückt werden. Diese Unterdrückung führt zu neurotischen Symptomen, die eine Regression als Reaktion auf wahrgenommene Gefahren auslösen.
Für den marxistischen Schweizer Philosophen Theodor Schwarz bedeutete der Existentialismus „eine ‚Angstregression‘ als Symptom der ‚bürgerlichen Untergangsstimmung‘“. Sutermeister andererseits kritisiert sozialistische Realisten dafür, dass sie „im westlichen formalistischen Expressionismus und traum-ähnlichen «Surrealismus» eine ausgesprochene Angstregression“ sehen; er erkennt im Expressionismus stattdessen Erholungsregression. Sutermeister widmet dem Thema mehrere Schriften, von Psychologie und Weltanschauung (1944) bis Grundbegriffe der Psychologie von heute (1976).

## Kritik
Gemäß Leopold von Wiese (1960) werde die Funktion der Hirnrinde, die für nicht lebensnotwendige Leistungen zuständig sei, ganz oder teilweise abgeschaltet. Stattdessen übernehme das ältere Stammhirn. Das passiere entweder bei großer Angst oder zur Erholung von zu viel Denkarbeit. Sutermeister nenne das Angst- und Erholungsregressionen. Wiese bezweifelt die Theorie von Angst- und Erholungsregressionen in ihrem körperlichen Zusammenhang nicht. Er findet jedoch falsch, das ältere Hirn als minderwertig gegenüber dem jüngeren zu bewerten.

## Nachschlagewerke
- Uwe Henrik Peters: Lexikon Psychiatrie, Psychotherapie, Medizinische Psychologie. 6. Auflage. Urban & Fischer, München/Jena 2007, ISBN 978-3-437-15061-6, S. 36.
- Kurt von Sury (Hrsg.): Wörterbuch der Psychologie und ihrer Grenzgebiete. 3. Auflage. Schwabe Verlag, Basel 1967, OCLC 1415143675, S. 22.
- Reallexikon der Medizin und ihrer Grenzgebiete, Band 1. 1966, S. 205.